# Cyrtopogon idahoensis
Cyrtopogon idahoensis là một loài ruồi trong họ Asilidae. Cyrtopogon idahoensis được Wilcox & Martin miêu tả năm 1936. Loài này phân bố ở vùng Tân Bắc giới.